# ژیلینتسی
ژیلینتسی (به صربی: Žilinci) یک منطقهٔ مسکونی در صربستان است که در بروس واقع شده‌است. ژیلینتسی ۱۴۹ نفر جمعیت دارد.